# Aphidinae
Aphidinae (лат.) — подсемейство полужесткокрылых насекомых из семейства настоящих тлей (Aphididae). Питаются растительными соками.

## Образ жизни
Питаются растениями, относящимся к около 70 семействам. В течение жизненного цикла со сменой поколений происходит происходит сезонная миграция между двумя неродственными кормовыми растениями. Развитие каждого вида происходит на ограниченном числе растений, исключение составляют только несколько многоядных видов.

## Классификация
В мировой фауне насчитывается около 4700 видов, что составляет около половины видового разнообразия семейства. Подсемейство большинство систематиков разделяют на три трибы Aphidini, Macrosiphini и Pterocommatini.
- Триба Aphidini
  - Подтриба Rhopalosiphina
    - Род Rhopalosiphum
      - Яблонно-злаковая тля (Rhopalosiphum insertum Walk)
      - Кукурузная тля (Rhopalosiphum maidis Fitch) (Сорговая тля)
      - Кувшинковая тля (Rhopalosiphum nymphaeae Linnaeus)
      - Обыкновенная черёмуховая тля (Rhopalosiphum padi Linnaeus) (черёмухово-злаковая тля)

    - Род Hyalopterus
      - Hyalopterus pruni Geoffr. — Тростниковая тля

    - Род Schizaphis
      - Schizaphis graminum Rond. — Обыкновенная злаковая тля.
      - Schizaphis pyri Shap. — Зелёная грушевая тля
- Подтриба Aphidina
  - Род Aphis
    - Бахчевая тля (Aphis gossypii Glover)
    - Крыжовниковая тля (Aphis grossulariae Kalt.)
- Подтриба Anuraphidina
- Подтриба Liosomaphidina

Триба Macrosiphini
- Подтриба Macrosiphina
  - Род Acyrthosiphon
    - Гороховая тля (Acyrthosiphon pisum Harr.), единственное животное синтезирующие каротиноиды[2].

  - Amphorophora amurensis Mordv.
  - Aulacorthum solani Kalt. — Обыкновенная картофельная тля
  - Cryptomyzus ribis Linnaeus — Красносмородинная тля.
  - Hyalomyzus malisuctus Mats.
  - Род Hyperomyzus
    - Hyperomyzus lactucae Linnaeus — Салатная тля.
    - Hyperomyzus pallidus H.R.L.

  - Macrosiphum mordvilkoi Miyaz.
  - Род Matsumuraja
    - Matsumuraja rubi Mats
    - Matsumuraja taisetsusana Miyaz

  - Megoura crassicauda Mordv.
  - Род Myzus
    - Myzus cerasi F. — Вишнёвая тля
    - Myzus mumecola Mats.
    - Myzus persicae Sulz. — Персиковая, табачная, или оранжерейная, тля

  - Ovatus insitus Walk.
  - Род Nasonovia
  - Phorodon humuli japonensis Takah
  - Род Sitobion
    - Sitobion avenae F. (Macrosiphum avenae). — Большая злаковая тля.
    - Sitobion fragariae Walk.

  - Titanosiphon dracunculi Nevs.
  - Tuberocephalus sakurae Mats. (Sorbaphis kurilensis Iv., Tuberocephalus kurilensis auct.).
  - Род Uroleucon
- Триба Pterocommatini

## Палеонтология
Наиболее древние представители найдены в отложениях сантонского яруса мелового периода. Интенсивное появление новых форм началось в конце третичного периода.

## Распространение
Встречаются всесветно, но высокого видового богатства достигают в умеренной зоне северного полушария.